# 縫匠肌
縫匠肌是全身最长的肌，起于髂前上棘，经大腿的前面，转向内侧，止于胫骨上端的内侧面。由於以前的裁縫師父在工作的時候總是盤腿而坐，因此才將這個部位的肌肉命名為縫匠肌。負責將膝蓋舉起、放下與盤腿的動作。

## 外部連結
- 解剖學(Anatomy)-肌肉(muscle)-Sartorius muscle(縫匠肌) （页面存档备份，存于）